# Esperanto-Ligo de Bosnio kaj Hercegovino
Az Esperanto-Ligo de Bosnio kaj Hercegovino  (Magyar: Bosznia-Herzegovina Eszperantó Szövetség; Szerbhorvát: Savez za esperanto Bosne i Hercegovine; Cyrill: Савез за есперанто Босне и Херцеговине) országos eszperantó egyesület Bosznia-Hercegovinában, amely az eszperantó beszélőket, az eszperantó társaságokat és a barátokat képviseli. 1910-es megalakulása óta segíti az eszperantó nyelvtanulás és -használat előmozdítását Bosznia-Hercegovinában.

## Története
Az eszperantó mozgalom Bosznia-Hercegovinában nagy hagyományokkal rendelkezik, már 1892-ben megjelent az ország városaiban (akkor az Osztrák-Magyar Birodalom része volt). Az eszperantó legjelentősebb támogatói közé tartozik Bosznia-Hercegovinában Nikola Niko Bubalo (1883-1924), aki a Mostar melletti kis faluban, Ilićiben született, ahol 1924-ben halt meg. Dragoš Slavić álnéven Bubalo volt az első, aki Bosznia-Hercegovinában eszperantó nyelven publikált. Eszperantó Key (nyelvtan) 1908-ban (Belgrádban nyomtatva), a Kereskedelmi és Kézműves Kalendárium kiadványban, majd nem sokkal később az első Eszperantó útikalauz 1911-ben. Hamarosan, 1910-ben Szarajevóban megalakult az első szervezet, a La Stelo Bosnia (magyar: A Boszniai Csillag), amelynek 120 tagja volt, ebből 80-an a városból származtak.
A mozgalom a második világháború alatt is aktív volt, 1943-ban Livnóban, a náci megszállt Európa egyetlen ilyen eszperantó összejövetelében tartották a találkozót, melynek nevesebb résztvevője volt Ivo Lola Ribar.
1949-ben a mozgalmat Bosznia-Hercegovinában átszervezték, és nevét Bosznia-Hercegovinai Eszperantó Ligára változtatták. 1997-ben megalakult az Espero jótékonysági szervezet, 2000-ben pedig visszaállították a Bosznia-Hercegovinai Eszperantó Ifjúsági Szövetséget.
Két Eszperantó Világkongresszust tartottak Szarajevóban, valamint számos egyéb találkozót és eseményt. Az 1980-as években két tudományos szimpózium volt szintén Szarajevóban: Nyelv és rasszizmus”és Nyelv és nemzetközi kommunikáció. Szarajevó adott otthont a vak eszperantisták kongresszusának is 1990-ben.
Bosznia 1992-es függetlenné válása és a boszniai háború után az eszperantó mozgalom súlyos válsága következett. Ugyanebben az évben a Bosznia-Hercegovinai Eszperantó Szövetség függetlenné vált, és felvették az Eszperantó Világszövetségbe (UEA). Az 1992-1996-os háború alatt nagyszámú tag hagyta el az országot, vagy vesztette életét, miközben a különböző helyi szervezetek közötti kapcsolatok megszakadtak. A Bosznia-Hercegovinai Rádióban azonban minden héten sugárzott egy eszperantó rádióműsor, amely a háborúról és az országban zajló egyéb eseményekről tudósított. A műsorban megjelent szövegeket a „Spite al cio Bosnio” című könyvben gyűjtötték össze. Az Eszperantó Liga helyisége és az archívum egy része megsemmisült, de számos példányt megmentettek. Az 1992-es boszniai háború előtt a szarajevói eszperantistáknak számos szekciója volt: az Egyetemi Eszperantó Klub, a Vasúti Eszperantó Társaság és az Eszperantó Ifjúsági Egyesület nagyon aktív volt Szarajevóban. Aa legaktívabb Jugoszláviában a Colombói Iskolai Klubvolt, amely, Smail Grbo tanár és író vezetésével. 
Az eszperantó nyelvet alkotó Lazar Markovics Zamenhof első címjegyzéke szerint Bosznia-Hercegovina az első eszperantisták közé tartoztak.

## Fordítás
- Ez a szócikk részben vagy egészben  az   Esperanto League of Bosnia and Herzegovina című angol Wikipédia-szócikk ezen változatának fordításán alapul.  Az eredeti cikk szerkesztőit annak laptörténete sorolja fel. Ez a jelzés csupán a megfogalmazás eredetét és a szerzői jogokat jelzi, nem szolgál a cikkben szereplő információk forrásmegjelöléseként.